# 葛菜水
葛菜水（又稱野葛菜水或野葛菜湯）是中國廣東涼茶之一，在一般涼茶舖有售。葛菜水的主要材料是塘葛菜（Rorippa indica，又名葶藶、山芥菜），一般佐以海鹽調味。塘葛菜性涼，味帶草香而甘，有清熱下火、生津止渴、潤肺排毒之食療效。塘葛菜可加龍利葉、羅漢果、蜜棗、陳皮等煲製葛菜水，或加生魚可煲生魚葛菜湯。